# Konkatedra Chrystusa Króla w Belgradzie
Konkatedra Chrystusa Króla (serb. Konkatedrala Krista Kralja) – konkatedra rzymskokatolickiej archidiecezji belgradzkiej.
Świątynia została konsekrowana w dniu 7 grudnia 1924 roku przez nuncjusza apostolskiego w Królestwie Serbów, Chorwatów i Słoweńców, Ermenegilda Pellegrinettiego. Pierwotnie była to kaplica, poświęcona  św. Władysławowi, o długości 15 metrów i szerokości 9,5 metrów, zbudowana została z twardego materiału. Była pierwszym rzymskokatolickim kościołem parafialnym w Belgradzie i tymczasową katedrą. W 1926 roku została rozbudowana do dzisiejszych rozmiarów, dodano wtedy boczne wejścia, prezbiterium i wieżę, a na uroczystość Chrystusa Króla została poświęcona pod nowym wezwaniem Chrystusa Króla. Funkcję katedry świątynia pełniła do 14 sierpnia 1988 roku, kiedy to została poświęcona nowa katedra Najświętszej Maryi Panny. Od tego czasu pełni rolę konkatedry. W dniu 15 grudnia 1927 roku zostały poświęcone organy, pierwsze w Serbii, wykonane przez firmę F. Jenko z Šentvidu koło Lublany, które grają do dziś.